# Школа красних мистецтв (Монреаль)

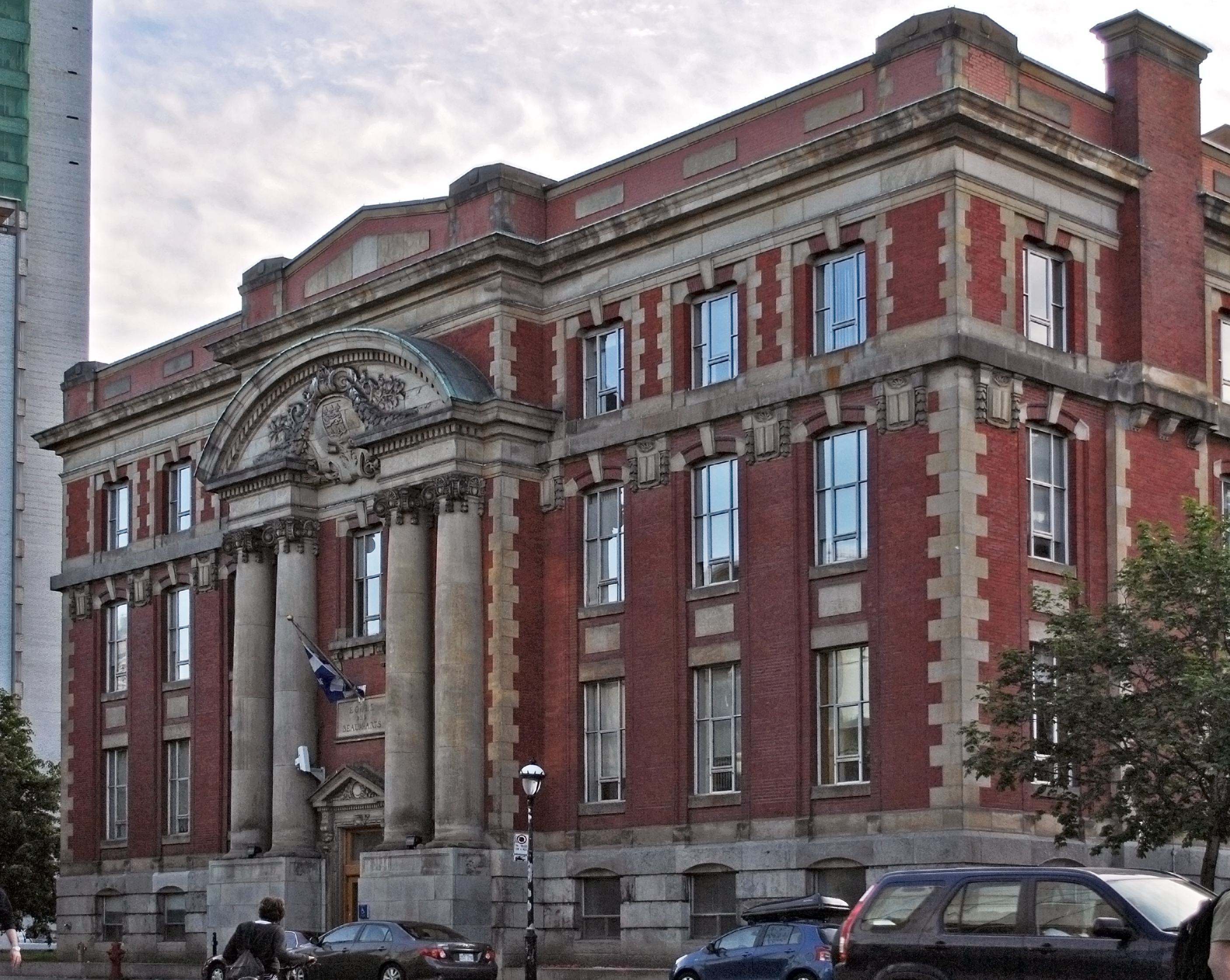
Головний фасад

Школа красних мистецтв (Монреаль) (фр. École des beaux-arts de Montréal) — споруда в історичному стилі, де існувала монреальська школа красних мистецтв. Згодом відійшла під філію Монреальського університету.

## Історія
Для школи красних мистецтв був створений проект споруди у історичному стилі, орієнтований на зразки французької архітектури. Архітектор — Жан-Омер Маршан. Ініціатором заснування було товариство Сен Жан-Баттіст (Святого Івана Хрестителя). Споруду закінчили будувати 1922 року на вулиці Шербрук, 125.

## Відомі випускники
- Арманд Вайяланкур (1929 р.н.), скульптор і художник
- Поль-Еміль Бордуа (1905-1960), художник-абстракціоніст
- П'єр Гранк (1948–1997), франко-канадський скульптор-абстракціоніст і викладач
- Гвідо Молінарі (1933-2004), художник-абстракціоніст
- Жак Дрюон (1943 р.н.), кінорежисер-аніматор
- Кейт МакГарріль (1946-2010), фолк-співачка і музикант

Серед всесвітньо відомих випускників опинився Толлер Кренстон (1949—2015), більше відомий як спортсмен з фігурного катання. По закінченні спортивної кар'єри Толлер, що не припиняв творчих пошуків ні у спорті, ні у малюванні, повернувся до малювання і працював художником-ілюстратором. Помер у Мексиці, де мав власний будинок.